# Västersjön (Hållnäs socken, Uppland)
Västersjön är en sjö i Tierps kommun i Uppland och ingår i Tämnarån-Forsmarksåns kustområde.